# 斯蒂文·普莱斯利
史堤芬·約翰·派士利（英語：Steven John Pressley，1973年10月11日—）是一名蘇格蘭前足球員，司職中堅，出身格拉斯哥流浪，曾效力登地聯﹑赫斯和些路迪，亦曾南下英格蘭加盟高雲地利和短暫出國效力丹超蘭德斯，返回蘇格蘭加盟福爾柯克後退役並轉任領隊。

## 生平

### 球員
派士利的球員生涯長達20年，是少數曾分別效力兩支老字號球隊的球員，亦分別為登地聯和赫斯在聯賽上陣超過100場。出身九連霸時期的格拉斯哥流浪，1993年在蘇格蘭足總盃決賽後補登場取得首面冠軍獎牌，其後以隊長身份帶領赫斯贏取2006年的蘇格蘭足總盃錦標，翌年為些路迪再下一城，是首位分別為效力三支不同球隊贏得足總盃的球員。派士利為蘇格蘭國家隊上陣32場。作為一名球員，派士利被形容為勤力和具有領導才能。

### 領隊
掛靴後派士利首先在福爾柯克擔任助理領隊，於2010年2月獲委正職。在佐治·貝利（George Burley）任教蘇格蘭國家隊期間，派士利擔任其副手。2013年3月8日，高雲地利與福爾柯克達成賠償協議，聘請派士利擔任新領隊，簽約三年半， 2015年2月23日，於球隊近7仗不勝，聯賽榜跌入降班區域，執教接近兩年的派士利被辭退。2015年10月6日，英甲球會費列活特聘請派士利接手任教。
2018年2月，派士利成為塞浦路斯的帕福斯足球会領隊
2019年1月，派士利成為英格兰球會卡莱尔联足球俱乐部領隊，唯在同年十一月被辭退。

## 榮譽

### 球員
格拉斯哥流浪
- 蘇格蘭足球超級組聯賽冠軍：1992/93年、1993/94年；
- 蘇格蘭足總盃冠軍： 1992/93年；
- 蘇格蘭聯賽盃冠軍：1992/93年、1993/94年；

赫斯
- 蘇格蘭足總盃冠軍：2005/06年；

些路迪
- 蘇格蘭足球超級聯賽冠軍： 2006/07年；
- 蘇格蘭足總盃冠軍：2006/07年；

個人
- 蘇超每月最佳球員： 2004年2月；

### 領隊
福爾柯克
- 蘇格蘭挑戰盃冠軍：2011/12年；

個人
- 蘇甲每月最佳領隊：2011年9月[9]﹑ 2011年10月（併列） [10]﹑2012年1月[11]﹑2012年2月[12]；

## 外部連結
- 足球数据库：斯蒂文·普莱斯利的球员统计数据
- Hearts profile （页面存档备份，存于） at London Hearts
- Scotland profile （页面存档备份，存于） at London Hearts